# Eoatria funiculorum
Eoatria funiculorum is een zeepokkensoort uit de familie van de Archaeobalanidae. De wetenschappelijke naam van de soort is voor het eerst geldig gepubliceerd in 1906 door Annandale.